# میخایلوفکا

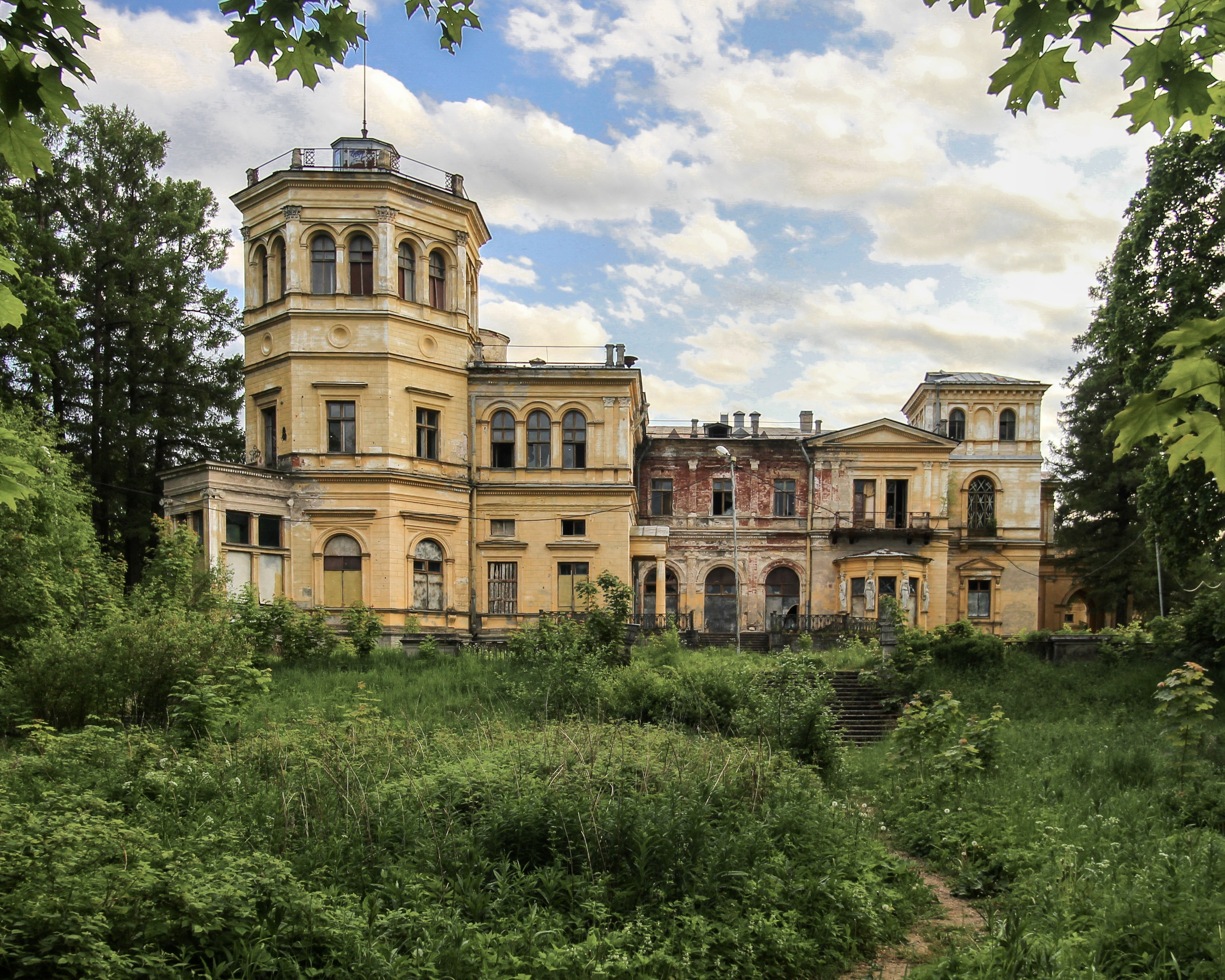

میخایلوفکا (به روسی: Михайловка) (که به نام‌های «میخایلوفسکایا داچا» و «املاک میخایلوفسکایا» نیز شناخته می‌شود)، مجموعه‌ای از کاخ و باغ متعلق به قرن نوزدهم است که در امتداد جاده پترگوف قرار دارد. این املاک تا پیش از انقلاب روسیه، در اختیار نوادگان گراند دوک میخائیل نیکولایویچ رومانوف، پسر امپراتور نیکلای اول، بود.
بخش‌هایی از این پارک در محدوده منطقه‌ای ذخیره‌گاه طبیعی به نام ساحل جنوبی خلیج نوا قرار دارد و از نظر ارزش طبیعی و فرهنگی تحت حفاظت ویژه است.